# Epimedium leptorrhizum
Epimedium leptorrhizum är en berberisväxtart som beskrevs av William Thomas Stearn. Epimedium leptorrhizum ingår i släktet sockblommor, och familjen berberisväxter. Inga underarter finns listade i Catalogue of Life.